# Рачунарски терминал
Рачунарски терминал је електронски или електромеханички хардверски уређај који се користи за уношење података у, и показивање података из, рачунарског система или система из области рачунарства. Први терминали су били јефтини уређаји али веома спори у поређењу са бушеним картицама или папирном траком за унос, али како се технологија развијала тако су и видео дисплеји укључени, терминали се више не праве у старим формама интеракције. Истовремено су развијани "тајмшеринг (timesharing)" системи, који су развијани и прављени су за било какву неефикасност корисничке вештине куцања са могућношћу да подржи више корисника на истој машини, сваког на свој терминал.
Функција терминала је ограничена на дисплеј и унос података; уређај са значајним локалним подацима који се могу програмирати, може се назвати "паметним терминалом" или "јаким клијентом". Терминал који зависи од главног рачунара од његове брзине обраде, назива се "глуп терминал" или "слаби клијент" . Персонални компјутер може покренути имитатора терминала који мења функцију терминала, понекад омогућавајући истовремено коришћење локалних програма и приступ терминаловом главном систему.

## Историја
Терминал првог променљивог програма који ради, потпуно аутоматски дигиталан Тјуринг-комплетан рачунар, Z3, који има тастатуру и ред лампи које показују резулате.

### Тешко-копирани терминали
Први корисници терминала повезаних на компјутере су били електромеханички телепринтери/телеписци, као што је Телепринтер модел 33 АСР, оригинално коришћен за телеграфе или Фриден Флексписање (Friden Flexowriter).  Каснији су развијени терминали који су могли да штампају као на пример ДЕКврајтер. Међутим они су били ограничени брзином којом се папир могао штампати, а за интерактивну употребу папир није био потребан.
Почетком 1970-им, многи су у компјутерској индустрији схватили да се доступност видео података целог терминала може заменити бушеним картицама и дозволити нов начин коришћења рачунара које би било више интерактивно. Проблем је био у томе што је величина меморије потребне за складиштење информације на страници текста била сувише мала у поређењу са миникомпијутерима који су се користили. Приказивање информација у видео брзинама је такође био изазов и  неопходна логичка контрола је заузела важмно место у првим интегрисаним електричним колима. Једна компанија је најавила планове за изградњу видео терминала за $15,000 и тако заинтригирао људе широм света, али су ти планови отказани када су се њихови инжењерски планови, који су укључивали производљу њихових ИЦ-ева, показали превише амбициозним.
Друи план је подразумевао коришћење рачунара са катодним цевима, специјализовани ЦРТ, направљен од стране Тектроникса који чува написане информације без потребе рифрешовања.
Датапоинт 3300 из Корпорације компијутерског Терминала је објављен у 1967. години а шипован у 1969. години, чинећи га једним од првих теримнала базираних на дисплеју. Тако је решен горе поменут проблем простора меморије, користећи мењајући-регистрован дизајн, и користећи само 72 колоне за разлику од каснијих примерака који користе 89.

### Рани ВДИ
Први видео рачунарски екрани су се понекад звали "Стаклени ТТИ" ("стаклени телетипови") или "Визелне дисплеј јединице" (ВДЈ), и користили су се као посебне логичке капије, без процесора или примитивнх чипова интегринсаног кола, убрзо су постали екстремно популарни улазно-излазни уређаји са много различитих типова система склољених од различитих снабдевача који су сачињени од заједничких стандарда:
- АСКИ низ карактера (радије него, рећи, ЕБКДИК или нешто друго што је специфично за једну компанију), али први модели су једино подржавали велика слова (као што је оригинални АДМ-3, "Дата Џенерал" модел 6052 -  који се могао ажурирати до 6053 са карактеристиком малих слова званом РОМ - и Хиткит Х9)
- РС-232 серијски порт (25-пин, спреман да се конектује на модем, још увек нека специфична употреба пина продужава стандард, нпр. за коришћење 20 -mA понављања струје)
- 24 линија (или 25 - понекад специјална статусна линија) од 80 карактера текста (понекад са два оквира ширине подешавања).
- Неки типови треперујућег курсора се могу позиционирати (уз помоћ стрелица и/или "кућом" и другим директним курсором који адресира подешавање кодова).
- Имплементација најмање 3 контролна кода: Повратак траспорта (Цтрл-М), Лајн-фид (Цтрл-Ј), и Звоно (Цтрл-Г), али углавном, избегавањем секвенци се добија подвлачење, дим и/или измењен-видео  истрицање карактера, и посебно брисање дисплеја и позиционог курсора.

Почевши од Датепоинта 3300 у 1969. години, до касних 1970-им и раним 1980-им, постојало је на десетине произвођача, укључујући Леар-Сиглер, Дата Џенерал, ДЕК, Хазелтине Корпорација, Хеатх/Зенит, Хјулет-Пакард, IBM, Телевидео и Визе, а многи од њих су имали неспојиве командне секвенце (иако је већина користила почетни АДМ-3 као полазну тачку).
Велике разлике у контроли кодова између креатора, довеле су до повећања софтвера који су индетификовани и груписани у типове софтвера терминала да би систем софтвера коректно приказао улазну форму користећи одговарајућу контролу кодова; У Јуникс-лајк систему, термкап или терминфо фајлови, користиле су се стти јединица и ТЕРМ окружење у различитим формама; У Дата Џенерал пословном БЕЈЗИК софтверу, на пример, при логовању, секвенце кода се шању на терминал и покушавају да се очитају позиције курсора или 25. линија садржаја користећи секвенце различитих произвођачких контролних кодова секвенци, а одговор терминала би требало да буде једноцифрени број (као нпр. 6 за Дата Џенерал Дешер терминале, 4 за АДМ 3А/5/11/12 терминале, 0 или 2 за ТТИ без специјалних карактеристика) који би говорио програмима које кодове да користе.

### "Паметни" терминали
"Интелигентни (Паметни)" терминал користи своје процесуирање, обично подразумевајући уграђени микропроцесор, али нису сви терминали са микропроцесорима омогућавали било какву реалну обраду улаза: главни рачунар који је прикључен, морао је да даје брз одговор сваком завршном потезу. Израз "Паметни" датира још од 1969. године.
Значајни примери су IBM 2250 и IBM 2260, претходници IBM-a 3270 и уводни Систем/360 из 1964. године.
Од IBM 3270, и ДЕК ВТ100 (1978. година), корисници и програмери су могли да примете значајни напредак у ВДУ технологији, али нису тада још сви програмери користили карактеристике нових терминала (наопака компактивилност у ВТ100 и касније Телевидео терминалима, нпр, са "неинтелигентним терминалима" дозвољено је било програмерима да наставе да користе старији софтер).
Неки неинтелигентни терминали су били у стању да одговоре на неколико избегавајућих питања без потребе микропроцесора: они користе штампане плоче уз много интегрисаних кола; један фактор који класификује терминал "интелигентним" јесте могућност процесуирања уноса од стране корисника без териманала - тако што се не прекида главни компијутер притисцима на тастер - и тако што се шаље блок података (нпр. : када корисник заврши целокупну форму). Велики број терминала у раним 1980-им, као нпр. АДМ-3A, ТВИ912, Дата Џенерал Д2, ДЕК ВТ52, упркос увођењу АНСИ терминала у 1978. години, су били "неинтелигентни" терминали, иако су неки од њих (као нпр. каснији АДМ и ТВИ модели) имали једноставну моћ слања блокова података.
Предност микропроцесора и мање меморије се огледа у цени, која чини могућим да терминали управљају уређивањем операција као што је убацивање карактера унутар области које су раније можда захтевале цео екран сачињен од карактера да буду послате из компијутера, вероватно преко споре модемске мреже. Око 1980-их година, интелигентни терминали су коштали мање него већина неинтелигентних терминала, и могли су да дају довољно једноставну моћ локалног уређивања података и слања комплетне форме на главни рачунар. Пружали су чак и веће могућности за обраду, радне станице као нпр. код Телевидеа ТС-800 , могле су да покрену ЦП/М-86, тако да су довели до тешко уочљивих разлика између терминала и Персоналног рачунара.
Још један од мотива за развој микропроцесора јесте жеља за упрошћавањем и редуковањем потребне електронике у терминалу. То би их учинило практичним за учитавање неколико "личности" у један терминал, па је Куме КУВТ - 102 могао да опонаша мноштво популарних терминала тог времена, и да се продаје организацијама које нису желеле да праве софтверске измене. Обично типови изкопираних терминала уљкучује:
- Лир Сиглер АДМ-3А и касније моделе
- Телевидео 910 to 950 (ови модели су копирали ADM3 кодове и додали неколико својих, на крају су копирани од стране Куме-а и друхих)
- Корпорација дигиталне опреме ВТ52 and ВТ100
- Дата Џенерал Д1 до Д3 и посебно Д200 до Д210
- Хазелтајн корпорација H1500
- Тектоникс 4014
- Визе В50, В60 and В99

АНСИ ИX3.64 стандард избегавајућег кода, проузроковао је сличност у одређеној мери, али су остале значајне промене (нпр. ВТ100, Хиткит Х19 у АНСИ моду, Телевидео 970, Дата Џенерал Д460, и Куме КУВТ-108 терминали сви подржани АНСИ стандардом, ипак могле су постојати разлике кодова од функцијских тастера, који су карактери били доступни, групно слање поља у форми, "страних" карактера, и управљање штампачем који је био прикључен са задње стране екрана).
Већина терминала је била повезана на миникомпјутере или главне компјутере и често је имала зелени или ћилибарски екран. Терминали обично комуницирају са компјутером преко серијског порта, преко нул модем кабла, често користећи ЕИА РС-232 или РС-422 или РС-423 или струјну петљу серијског интерфејса. IBM системи комуницирају преко коаксијалног кабла користећи IBM-ов СНА протокол, али за већину ДЕК-a, Дата Џенерала и НЦР-а (итд.) рачунара, постоји мноштво визуелних приказивача који се такмиче против компјутерских инжењера терминала да би проширили системе. У ствари, инструкцијски дизајн за интел 8008 је оригинално направљен у Корпорацији рачунарског терминала као процесор за Датапоинт 2200.

### Савременост
Док су почетни рачунари IBM-a имали једну боју и то зелену боју екрана, ови екрани нису били терминали. Екран рачунара није садржао ниједан карактер хардвера; сви видео сигнали и видео форматирање су генерисани од стране видео графичке картице која се налази унутар рачунара, или (у већини графичких режима) од стране прицесора и софтвера. IBM-ов монитор рачунара је имао зелени моногромални дисплеј или дисплеј од 16 боја, и технички је веома сличнији ТВ склопу (без радија) него терминалу, Уз помоћ одговарајућег софтвера, рачунар је могао да опонаша терминал, и у том случају је могао бити повезан на главни компјутер или миникомпјутер. Главни подаци су се могли бутовати у имитатор терминала из свог РОМ-a. Персонални рачунари базирани на микропроцесорима у великој мери смањују потражњу конвенцијалних терминала на тржишту.
У 1990-им годинама, "слаби клијенти" и Икс терминали су комбиновали економски локалну моћ процесуирања са централном, делећи компјутерску опрему да задрже неке од предности терминала преко персоналних рачунара.
Данас, већина ПЦ (PC) телнет клијената производи имитацију најчешћег терминала, ДЕК ВТ100, користећи стандарде АНСИ избегавајућег кода ИX3.64, или покретајући га као ИX терминале користећи софтвер као нпр Цигвин/ИX на Windows-у или ИX. Орг Сервер софтвер преко Линукса.
Од појаве и касније популаризације персоналних рачунара, неколико оригиналних хардверских терминала се користило за повезивање са рачунарима. Користећи монитор и тастатуру, модерни оперативни системи као што су Линукс и BSD дају одлику виртуелне конзоле, која углавном зависи од коришћења хардвера.
Када се користи графички кориснички интерфејс (или скраћено ГУИ) као ИX Windows Систем, један дисплеј обично заузима колекцију прозора повезаних помоћу различитих апликација, уместо једног текста повезаног са једним процесом. У овом случају, може се користити имитатор терминала, апликација без отворених прозора. Овај аранжман омогућава терминалу интеракцију са компијутером (за покретање командне линије интерпретера, нпр.) без потребе за физичким уређајима терминала; чак може дозволити покретање више имитација терминала на истом уређају.

## Могућности

### Текстуални терминали
Текстуални терминал, или само терминал (понекад текстуална конзола) је серијски копмијутерски интерфејс за унос текста и његово приказивање. Информације су презентоване као низ од унапред одабраних и формираних карактера. Када такви уређаји користе видео дисплеј као што је монитор са катодном цеви, они су се називали "Рачунарским мониторима" или "визуелним приказом јединица" (ВПЈ) или "видео приказ терминала" (ВПТ).
Системска конзола је текстуални терминак коришћен за управљање компијутером. Модерни компијутери имају уграђену тастатуру и приказ за конзолу. Неки Јуникс-лајк оперативни системи као нпр Линукс или FreeBSD имају виртуалне конзоле које омогућавају постојање неколико текстуалних терминала на једном рачунару.
Основни тип покретања апликације помоћу текстуалног терминала је помоћу интерфејса командне линије или љуске, који од корисника тражи и извршава сваку команду након притискања тастера Ентер. Ово укључује Јуниксову љуску и нека интерактивна програмска окружења. У љусци, већина команди представља мале апликације самих себе.
Друга важни тип апликација је текстуални едитор. Текстуални едитор окупира сву површину екрана, приказујући један или више текстуалних докумената, и дозвољава кориснику да мења документе. Текстуални едитор је замењен процесором текста, који обично омогућавају широке форматирајуће карактеристике које недостају текстуалном едитору. Прва реч процесора се користи за објашњавање структуре документа, али касније процесор текста ради у графичком окружењу и пружа WYSIWYG симулацију форматираног излаза.
Програми као што су Теликс и Миником контролишу модем и локални терминал да би дозволили кориснику интеракцију са удаљеним серверима. На интернету, телнет и SSH раде слично.
У најједноставнијем облику, текстуални терминал се понаша као фајл. Писање фајла приказује текст и читање из фајла који је унео корисник. У Јуникс-лајк оперативним системима, постоји неколико специјалних карактера фајлова који одговарају доступним текстуалним терминалима. За остале операције, постоје специјалне избегавајуће секвенце, контроле карактера и  termios функције које програм може да користи, најједноставније преко библиотеке као што је нкурсеви. За сложеније операције, програми могу да користе специфичне терминалске иоклт системске позиве. За апликацију, најједноставнији начин да се користи терминал је да се напишу и читају текстуални стрингови. Излазни текст је померен, тако да се види само последњих неколико линија (обично 24). Јуникс системи обично користе ублажен текстуални улаз када се притисне Ентер, тако да апликација прима спреман текстуални стринг. У оваквом режиму, апликација не мора да зна много тога о терминалу. За многе интерактивне апликација ово није довољно. Једна од најчешћих побољшања је промењена командна линија (подпомогнута са библиотекама као што је ридлајн (readline)); она такође омогућава контролисање историје. Ово представља велико помоћ за различите интерактивне интерпретере командне линије.
Још више је унапређена интерактивност са "фул-скрин (full screen)" апликацијама. Ове апликације комплетно контролишу распоред приказа на екрану; такође оне одговарају на додиривање тастера директно. Овај режим је веома корисан за текстуалне едиторе, фајл менаџере и веб претраживаче. Поред тога, такви програми контролишу боју и видљивост текста на екрану, и уређује га са подвачењем, треперењем и специјалним карактерима (нпр. цртање карактера). Да би се све ово постигло, апликација не сме да се бави само текстуалним стриновима, већ и контролом карактера и избегавајућим секвенцама, који дозвољавају померање курсора на прозивољно место, брисање делова екрана, мењање боја и приказивање специјалних карактера, и такође одговарање на команде функција. Велики проблем у свему томе је да постоји много различитих терминала и имитатора терминала, сваки са својим посебним сетом избегавајућих секвенци. У циљу превазилажења овог проблема, створене су специјалне библиотеке (као што су клетве), заједно са објашњењем базе података терминала, као што су Термкап и Терминфо.

### Неинтелигентни терминали
Неинтелигентни терминали су они који могу да покажу ограничен број контролних кодова (ЦР, ЛФ, итд.) али немају способност да процесуирају специјалне избегавајуће секвенце које побољшавају функције као нпр. чишћење линије, чишћење екрана или контролисање позиције курсора. У овом контексту, неинтелигентни терминали се понекад називају стакленим Телетиповима, јер у суштини имају исту лимитирану функционалност као механички Телепринтер. Овакав тип неинтелигентног терминала идаље подржава модерне Јуникс-лајк системе подешавањем различитих окружења ТЕРМ-а на неинтелигентно окружење. Паметни или интелигентни терминали су они који имају могућност покретања избегавајућих секвенци, посебно ВТ52, ВТ100 или АНСИ.

### Графички терминали
Графички терминали могу да приказују слике подједнако као текст. Графички терминали се деле на векторске терминале, и растерске терминале
Терминал векторске графике приказује директно нацртане линије на Монитору под контролом главног компијутерског система. Линије су константно формиране, али пошто је брзина електронике лимитирана, самим тим је лимитиран и број линија који се могу приказати истовремено. Овакви терминали су историјски важни али се не користе више. Практично сви модерни графички дисплеји су растерске графике, и воде порекло од техника скенирања слика коришћених за телевизију, у којим су визуелни елементи правоугли низови пиксела. Пошто је растерска графика приметна само људском оку у целини, растерска графика се морала рифрешовати више пута у секунди да би дала изглед на екрану. Електронски захтеви рифрешовања меморије дисплеја значи да су графички терминали развијени много касније него текстуални терминали, и да су у почетку коштали много више.
Већина данашњих терминала је графичка, тј. они могу да показују слике на екрану. Модерни израз за графички терминал је "слаб клијент". Слаб клијент обично користи протокол као што је ИX11 за Јуниксове терминале, или РДП за Мајкрософтов Windows. Потреба пропусне моћи зависи од коришћеног протокола, резолуције и дубине боје. 
Модерни графички терминали дозвољавају екран у боји, и текст у различитим величинама, бојама и фонтовима (писмима).
У раним 1990-им, индустријско удружење је покушало да дефинише стандард, АлфаWindows, који би дозвољавао један ЦРТ екран да приказује више прозора, тако да се сваки понаша као посебан терминал. Нажалост као И20, ова идеја је рано прекинута: људи који нису чланови удружења нису могли да добију ни минималне информације и није постојала реална шанса да се мала компанија или независни програмер прикључи том удружењу. Могуће да је због овога овај стандард нестао без трага.

## Имитација
Имитатор терминала је део софтвера који имитира текстуални терминал. У прошлости, пре широке употребе ЛАН-а и приступа интернету, многи рачунари су користили серијални приступ програма за комуникацију са осталим компјутерима преко телефонске линије или серијског уређаја
Када је објављен први Мекинтош, програм који се зове МекТерминал се користио за комуникацију са више рачунара, укључујући IBM рачунаре.
Дек термилани су били једни од првих терминалских програма за популарни Алтаир.
Вин32 конзола на Windows-у није имитирала терминал који подржава избегавајуће секвенце па су СШ и Телнет (за текстуално пријављивање на удаљене рачунаре) за Windows, укључујући Телнет програм у пакету са неким верзијама Windows-а, обично имају своју шифру за приступ избегавајућим секвенцама. Имитатори терминала на већини Јуникс-лајк системима, као што је нпр. икстерм и Терминал, имитира физичке делове терминала који подржавају избегавајуће секвенце.

## Режими
Терминали могу да раде у различитим режимима, у зависности када је унос послат од стране корисника преко тастатуре до пријемног система (шта год би то могло да буде):
- Режим карактера (познат и као режим карактера у право време): У овом режиму, написани улаз је одмах послат пријемном систему.[6]
- Линијски режим (познат и као линијски режим у право време): У овом режиму, терминал обезбеђује уређивање локалне линије функције, када корисник притисне return тастер.[6]Такозвани "терминал линијског режима" ради искључиво у овом режиму.[7]
- Блок режим (познат и као режим екрана у право време): У овом режиму, терминал производи пун изглед функције. Корисник може да упише улаз на више поља на екрану (дефинисано у терминалу уз помоћ пријемног система), да помера курстор около екрана користећи тастере као што су Tab ↹ и тастере са стрлицама и уређивање функција помоћу insert, delete, ← Backspace итд. Терминал шаље само комплетну форму, која се састоји од свих података уписаних на екрану, до пријемног система када корисник притиска ↵ Enter тастер.[8][9][6]

Постоји разлика између return и ↵ Enter тастера. У неким више-режимским терминалима, који могу да се мењају у зависности од режима, притискањем ↵ Enter тастера када терминал није у блок режиму не ради исту ствар као притискање return тастера. Док ће return тастер изазвати улазну линију да буде послата на главни рачунар у линијском режиму,  ↵ Enter тастер ће уместо тога изазвати терминал да пребаци садржај карактера где је курсор позициониран као домаћин, домаћин - издаје наређења за све.
Различити рачунарски оперативни системи захтевају различите степене режимске подршке када се терминали користе као рачунарски терминали. POSIX терминалски интерфејс, направљен од стране Јуникса и POSIX - попустљив оперативни систем не дозвољава блок режим уопште, и ретко захтева од самог себе да буде у линијском режиму, јер је оперативни систем у обавези да обезбеди каконски улазни режим, где терминалов уређај за управљање у оперативном систему имитира локални ехо у терминалу, и обавља линијско уређивање функција на крају хостовања. Најчешће, и обично такав главни систем може подржати неканонски улазни режим, терминали за POSIX - попустљиви систем су увек у карактерном режиму. Супротно, IBM-ови 3270 терминали прикључени на МВС системе су обавезно увек у блок режиму .